# آيت بلقاسم أو عبد الرحمام (آيت يدير)
آيت بلقاسم أو عبد الرحمام هو دُوَّار يقع بجماعة ضاية عوا، إقليم إفران، جهة فاس مكناس في المملكة المغربية. ينتمي الدوّار لمشيخة آيت يدير التي تضم 6 دواوير. يقدر عدد سكانه بـ 1423 نسمة حسب الإحصاء الرسمي للسكان والسكنى لسنة 2004.

## وصلات خارجية
- البوابة الوطنية للجماعات الترابية
- المندوبية السامية للتخطيط